# Eleições legislativas nas Filipinas em 2007
As eleições legislativas de 2007 nas Filipinas realizam-se no dia 14 de Maio de 2007, o mesmo dia em que se realizam as Eleições Municipais naquele país asiático.
Nestas eleições será eleito metade do Senado (Câmara Alta do Parlamento) e a totalidade da Casa dos Representantes (Câmara Baixa do Parlamento).
Estão recenseados para estas eleições cerca de 45.500.000 filipinos. A Comissão eleitoral do país autorizou a permanência de 219 obervadores internacionais vindos de doze países, entre os quais alguns europeus
A campanha eleitoral foi sangrenta, fazendo pelo menos 113 mortos.

## Senado
O Senado (câmara alta do Parlamento das Fipilinas) é constituído por 24 membros. Os senadores são eleitos para mandatos de seis anos sendo eleita metade da assembleia a cada três anos. Os senadores são eleitos nacionalmente e não por distritos eleitorais. Concorrem a estes 12 lugares 80 candidatos.

## Casa dos Representantes
A Casa dos Representantes (Câmara Baixa do Parlamento das Filipinas) é constituido por 275 membros, eleitos de uma só vez a cada três anos. Ao contrário do Senado, os deputados da Casa dos representantes são eleitos por distritos eleitorais.

### Representação distrital
Todas as Províncias e várias cidades têm pelo menos um distrito congressional/legislativo, no qual os residentes votam para o seu próprio congressista. Cada distrito cobre uma população de aproximadamente 250.000 a 500.000 pessoas. As Províncias que têm apenas um distrito congressional/legislativo são divididas em dois distritos provinciais. Nas Províncias com mais de um distrito congressional/legislativo, os distritos provinciais são correspondentes aos distritos congressionais/legislativos.
Segue-se a lista dos Distritos congressionais/legislativos das Filipinas, com o número de representantes que cada um elege, entre parênteses:

#### Distritos congressionais/legislativos
| - Abra (1) - Agusan del Norte (2) - Agusan del Sur (1) - Aklan (1) - Albay (3) - Antique (1) - Apayao (1) - Aurora (1) - Basilan (1) - Bataan (2) - Batanes (1) - Batangas (4) - Benguet (1) - Biliran (1) - Bohol (3) - Bukidnon (3) - Bulacan (4) - Cagayan (3) - Camarines Norte (1) - Camarines Sur (4) - Camiguin (1) - Capiz (2) - Catanduanes (1) - Cavite (3) - Cebu (6) - Compostela Valley (2) - Cotabato (2) | - Davao del Norte (2) - Davao del Sur (2) - Davao Oriental (2) - Dinagat Islands (1) - Eastern Samar (1) - Guimaras (1) - Ifugao (1) - Ilocos Norte (2) - Ilocos Sur (2) - Iloilo (5) - Isabela (4) - Kalinga (1) - La Union (2) - Laguna (4) - Lanao del Norte (2) - Lanao del Sur (2) - Leyte (5) - Maguindanao (2) - Marinduque (1) - Masbate (3) - Misamis Occidental (2) - Misamis Oriental (2) - Mountain Province (1) - Negros Occidental (6) - Negros Oriental (3) - Northern Samar (2) - Nueva Ecija (4) | - Nueva Vizcaya (1) - Occidental Mindoro (1) - Oriental Mindoro (2) - Palawan (2) - Pampanga (4) - Pangasinan (6) - Quezon (4) - Quirino (1) - Rizal (2) - Romblon (1) - Samar (2) - Sarangani (1) - Shariff Kabunsuan (1) - Siquijor (1) - Sorsogon (2) - South Cotabato (2) - Southern Leyte (1) - Sultan Kudarat (1) - Sulu (2) - Surigao del Norte (2) - Surigao del Sur (2) - Tarlac (3) - Tawi-Tawi (1) - Zambales (2) - Zamboanga del Norte (3) - Zamboanga del Sur (2) - Zamboanga Sibugay (1) |

#### Distritos Urbanos e Municipais
| - Antipolo City (2) - Bacolod City (1) - Baguio City (1) - Cagayan de Oro City (2) - Caloocan City (2) - Cebu City (2) - Davao City (3) - Iloilo City (1) | - Las Piñas City (1) - Makati City (2) - Malabon City and Navotas (1) - Mandaluyong City (1) - Manila (6) - Marikina City (1) - Muntinlupa City (1) - Parañaque City (2) | - Pasay City (1) - Pasig City (1) - Pateros and Taguig City (1) - Quezon City (4) - San Jose del Monte City (1) - San Juan City (1) - Valenzuela City (2) - Zamboanga City (2) |

## Resultados
O apuramento dos resultados estende-se por várias semanas, prevendo-se a existência de vários problemas relacionados com fraude